# Araneus pallescens
Araneus pallescens este o specie de păianjeni din genul Araneus, familia Araneidae. A fost descrisă pentru prima dată de Lenz, 1891.
Este endemică în Madagascar. Conform Catalogue of Life specia Araneus pallescens nu are subspecii cunoscute.